# Moda Domani Institute
Das Moda Domani Institute war eine private Wirtschaftshochschule in Frankreich. Der Sitz war in Paris, 24 Rue Saint-Marc. Es war eine der wenigen Wirtschaftsschulen in Frankreich, spezialisiert auf Luxus, Mode und Design. Die Business School war Mitglied der IONIS Education Group, der größten Gruppe privater Hochschulen in Frankreich. Im Vereinigten Königreich hatte die Universität eine Doppel-Grad-Partnerschaft mit der Liverpool John Moores University.
Die Schule wurde 2020 geschlossen und durch ISG Luxury Management ersetzt.